# 卯月 (お笑い)
卯月（うづき）は、かつてプロダクション人力舎で活動していた日本のお笑いトリオ。2018年8月20日解散。
解散後、林田と酒井はザ・マミィ、木場は大仰天として活動中。

## メンバー
林田 洋平（はやしだ ようへい、1992年9月10日 - ）（32歳）
- 主にツッコミ（ネタによってはボケ）担当。長崎県長崎市出身。身長178cm。体重68kg。血液型はA型。
- 趣味：ラジオ聴取、ラジオ投稿、カメラ。ラジオは「おぎやはぎのメガネびいき」「有吉弘行のSUNDAY NIGHT DREAMER」をよく聴く。眼力剛（がんりきつよし）というラジオネームを持っている[1][2]。
- 長崎県立長崎西高等学校から筑波大学生物資源学類に進学。在学中にローカルラジオ局のラヂオつくばでディレクターのアルバイトをしたことをきっかけにお笑いの道に憧れ[3]、両親との相談無しのまま大学を中退した。中退は事後報告となり、そこで父から「一人前になるまで顔を見せるな」と言われてそれ以来実家に帰ってないという[3]。
- 芸人仲間5人と同居している[3]。

酒井 尚（さかい たかし、1991年6月1日 - ）（33歳）
- 主にボケ（ネタによってはツッコミ）担当。東京都目黒区出身[3]。身長166cm。体重66kg。血液型はO型。
- 趣味・特技：パチンコ、口琴、卓球（中学3年生時、都大会進出）
- 実家暮らし。

木場 知徳（こば とものり、1993年12月7日 - ）（31歳）
- ボケ担当。長崎県東彼杵郡波佐見町出身。身長175cm。体重53kg。血液型はO型、中卒。
- 趣味・特技：ベース演奏（耳コピ可能）、温泉巡り、作詞作曲

## 来歴
プロダクション人力舎が運営する養成所スクールJCAの24期生として入学。2016年結成。養成所の同期として出会う。もともとは別々のコンビで活動していたが、養成所在学中にトリオを結成。2016年4月20日付でプロダクション人力舎のJCAプロモーションに所属となる。その後プロダクション人力舎に正式所属。結成2年目にしてキングオブコントの準決勝に進出するなど、事務所の若手有望株として頭角を現す。
しかし、次第に木場と笑いの方向性などですれ違いが続くようになり、林田と酒井の方から解散を提案した上で、2018年8月20日、林田と酒井両名のTwitterと公式ホームページなどで解散を発表（その一週間前にキングオブコントの準々決勝が控えていたが、突如出場を辞退していた）。3人とも事務所は人力舎において活動を続ける事となった。林田・酒井の2人は「周りから木場を追い出したと見られてマイナスからのスタートになった」と話している。
2018年9月、林田と酒井によるコンビ「ザ・マミィ」として活動していく事を発表した。卯月を解散したばかりで辛かった時、偶然2人の頭に浮かんだのが「お母さん」だったということでコンビ名はザ・マミィとなった。なお、木場は2019年4月から、田口優斗（元ゆうけんず、コイウタ）とのコンビ「大仰天」を結成、自身の芸名も「木場事変」に変更。
2021年4月5日開催の事務所ライブ「バカ爆走! 〜24期ライブ『JUMBLE』〜」にて、しんぷる内藤の引退が決まっていた事から一夜限りの復活を果たした。

## 芸風
主にコントを行う。ネタ作りは3人で仲良く行っている（林田本人より）。「募金」「恋のキューピッド」等の持ちネタがある。

## 賞レース成績

### 卯月
- 2015年 キングオブコント 1回戦敗退（※養成所時代）
- 2016年 キングオブコント 1回戦敗退
- 2016年 M-1グランプリ 2回戦進出[9]
- 2017年 新内さまライブシーズン5 vol.1 優勝
- 2017年 人力舎ライブ Spark! お客様投票ライブKIZASHI 優勝
- 2017年 キングオブコント 準決勝進出
- 2017年 第18回決戦!お笑い有楽城 優勝
- 2017年 白黒-1グランプリ 優勝
- 2018年 第8回お笑いハーベスト大賞 決勝進出
- 2018年 キングオブコント 準々決勝進出（※解散により棄権）

## 出演

### テレビ
- 本能Z（CBCテレビ）2017年7月5日 -
- どぅっかん！どぅっかん！真夏のお笑い夜通しフェス（NHK総合テレビジョン）2017年8月11日 -
- 有田ジェネレーション（TBSテレビ）
- 勇者ああああ（テレビ東京）
- 白黒アンジャッシュ（千葉テレビ放送）
- にちようチャップリン（テレビ東京）

### ラジオ
- サンドウィッチマンの天使のつくり笑い（NHKラジオ第1放送）
- 東京オーディション（仮）（TOKYO MX）
- 大竹まこと ゴールデンラジオ!（文化放送）
- マイナビ Laughter Night（TBSラジオ）
  - 卯月として：2017年3月4日・5月5日・8月11日・11月17日、2018年3月16日・6月22日
- 卯月のオールナイトニッポンR（ニッポン放送）- 2018年3月4日（3日深夜）
  - 第18回『決戦!お笑い有楽城』の優勝賞品としてパーソナリティを担当。ラジオネーム・眼力剛として多くのラジオ番組に投稿してきた林田と対決する『眼力剛vsハガキ職人』の企画などが行われた[10]

## 舞台・ライブ
- バカ爆走!（事務所ライブ、新宿Fu-） - 毎月1〜6日
- 「そうですか」（初単独ライブ、2018年1月25日・26日、関交協ハーモニックホール[11]）

ほか